# Matthias von Köller

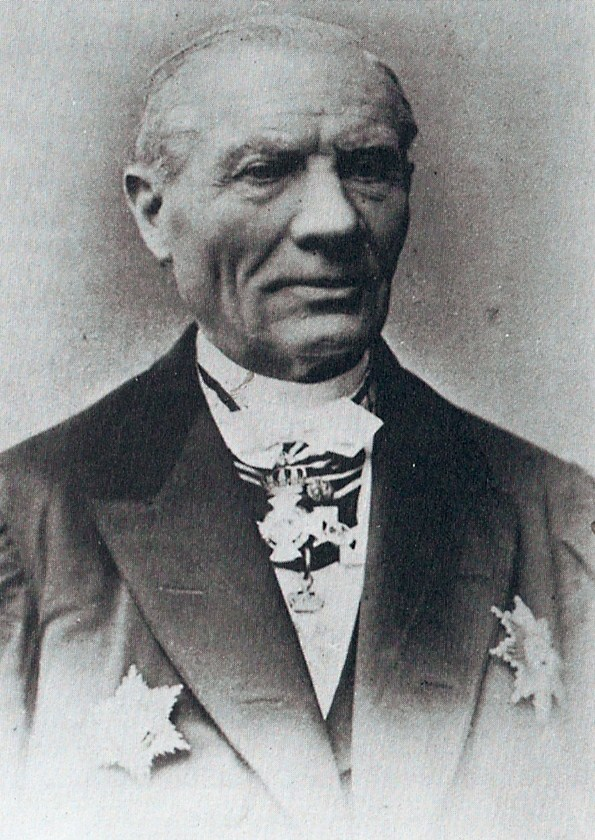
Ernst-Matthias von Köller

Ernst-Matthias von Köller (* 30. November 1797; † 23. Mai 1883) war ein preußischer Politiker und Generallandschaftsdirektor von Pommern.

## Leben
Matthias entstammte dem pommerschen Adelsgeschlecht Köller und war der Sohn des Hans Georg Alexander Friedrich von Köller, Generallandschaftsdirektors von Pommern, und der Eleonore Possern. 1812 besuchte er das Königliche Pädagogium in Halle (Saale). Während der Befreiungskriege gehörte er 1815 dem 2. Leib-Husaren-Regiment an. Ab 1815/16 studierte er in Berlin Rechtswissenschaften. 1819 wurde er Auskultator in Stettin. Als Oberlandesgerichtsreferendar a. D. verwaltete er ab 1820 das geerbte Gut Jasenitz. Von 1833 bis 1837 war er Landrat im Kreis Randow. 1837 verkaufte er Jasenitz.

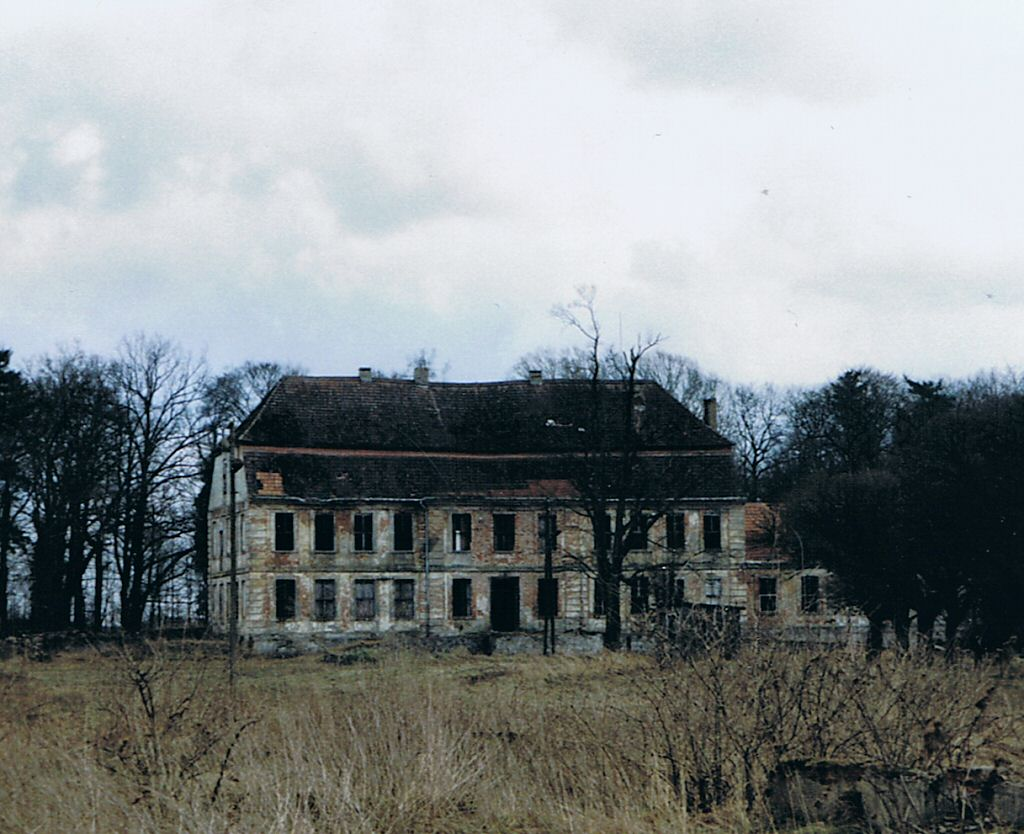
Das bereits ruinöse Gutshaus Kantreck 2003

1838 erwarb er das Gut Kantreck bei Gollnow. Später besaß er auch noch die Güter Karow, Reckow, Moratz und Görke.
Köller wurde 1847 Generallandschaftsrat der Pommerschen Landschaft. Von 1862 bis 1883 stand er dieser als Generallandschaftsdirektor vor. 1869 wurde ihm der Titel Wirklicher Geheimrat verliehen. Er war auch Generaldirektor der Ständischen Alt-Pommerschen Land- und Feuer-Sozietät.
Er gehörte ab 1849/50 der Ersten Kammer des Preußischen Landtags an. Als an deren Stelle das Preußische Herrenhaus trat, wurde Köller im Jahre 1854 auf Präsentation des alten und des befestigten Grundbesitzes im Landschaftsbezirk Cammin und Hinterpommern Mitglied des Preußischen Herrenhauses, dem er bis zu seinem Tod angehörte. 1876 war er Vorsitzender des Provinziallandtags der Provinz Pommern. 
Nachdem der Kronenorden ihm 1877 versagt wurde, erhielt er ihn 1879 in der I. Klasse.
Ein Novum bleibt die vom Vater übernommene Aufgabenstellung des Generallandschaftsdirektors, die er wiederum an seinen Sohn Hugo Matthias von Köller-Schwenz weitergab und somit über drei Generationen in direkter Familienhand blieb.

## Familie
Matthias von Köller war verheiratet mit Juliane Mathilde von Wedel (1803–1859) aus dem Haus Blankensee, einer Tochter des Hauptmanns Ernst David Ludwig von Wedel (1757–1827) und der Henriette Juliane Louise von Burghagen (1775–1835). Zu ihren Kindern gehörten:
- Georg Ernst Maximilian (1823–1916), erster Präsident des Preußischen Abgeordnetenhauses ⚭ Ida Marie von Wurmb (1825–1892)
- Mathilde Julie (1826–1911) ⚭ 1846 Robert Heinrich Friedrich Ludwig von Waldow (1818–1896)[5]
- Hans Julius (* 1824), Kreisrichter ⚭ 1858 Albertine von Bothmer (* 1833)
- Hugo (1828–1910), Generallandschaftsdirektor von Pommern ⚭ Albertine Karoline  von Wurmb (1826–1903), Eltern des Schriftstellers Hugo von Köller
- Cäcilie Helene (1831–1885) ⚭ 1854 Ernst Heinrich von Langenn-Steinkeller (1820–1882)
- Adolf Heinrich (* 1832), Landschaftsdeputierter ⚭ 1866 Hildegard von Waldow (* 1847), Nichte
- Bogislaus Henning (* 1834), 1860 Gustave Dorothea Elisabeth von Eisenbecher (* 1842)
- Maximilian Albert (1836–1840)
- Franz Eduard (1837–1840)
- Hermann August Oktavio (* 1839), Rittmeister ⚭ 1865 Hedwig von Gustedt (* 1841), Tochter von Gustav von Gustedt
- Ernst (1841–1928), preußischer Innenminister ⚭ Martha von Köller (1852–1925)
- Julie Friederike (* 1843) ⚭ 1866 Karl von Willisen (1819–1886), preußischer General der Kavallerie
- Elisabeth Klara (* 1845) ⚭ 1867 Friedrich Ludwig Leonhard von Zabeltitz (1844–1891), preußischer Rittmeister, auf Eichow

Nach dem Tod seiner ersten Frau heiratete er am 19. November 1867 Marie von Platen (* 1830), eine Tochter des Majors C. von Platen und der Sophie Juliane von Köller.